# Barry Marshall
Barry James Marshall (Kalgoorlie, 30 september 1951) is een Australische arts. Hij is werkzaam als onderzoeker en hoogleraar klinische microbiologie aan de Universiteit van West-Australië.
Samen met Robin Warren ontdekte hij in 1982 dat de bacterie Helicobacter pylori de veroorzaker is van maagzweren. Om te bewijzen dat deze bacterie uit de maag komt, besloot hij in 1984 zichzelf ermee te infecteren. In 2005 ontvingen de onderzoekers gezamenlijk de Nobelprijs voor de Fysiologie of Geneeskunde voor deze ontdekking.

## Biografie
Marshall werd geboren in Kaloorlie als oudste van de vier kinderen van de loodgieter Robert Marshall. Hij groeide op in Kalgoorlie en Carnarvon voordat hij met zijn familie op achtjarige leeftijd naar Perth verhuisde. Na het Newman College in Churchlands ging hij geneeskunde studeren aan de Universiteit van West-Australië, waar hij in 1974 zijn Bachelor of Medicine and Surgery behaalde. Hiervoor, in 1972, huwde hij Adrienne met wie hij vier kinderen heeft.
In 1979 werd Marshall aangesteld als specialist in opleiding aan het Royal Perth Hospital. Daar ontmoette hij in 1981 Robin Warren tijdens een interne geneeskundige training. Samen besloten ze onderzoek te doen naar de aanwezigheid van spiraalvormige bacteriën in de maag in relatie tot maagzweren. Een jaar later slaagden ze erin om de Helicobacter pylori te kweken uit weefselmonsters die met een biopsie waren weggenomen uit de maag van patiënten en ontwikkelden ze hun hypothese van de bacterie-oorzaak van maagzweren. Na mislukte pogingen om biggetjes te infecteren slikte Marshall een H. pylori-kweek in. Na een aantal dagen werd hij ziek en een endoscopie liet zien dat zijn maagwand ernstig ontstoken was. Hij genas zichzelf met bismut en antibiotica.
In 1986 ging hij naar de Verenigde Staten toen hij werd benoemd tot hoogleraar geneeskunde aan de Universiteit van Virginia. In 1996 werd hij er hoogleraar interne geneeskunde waarna hij het jaar erop terugkeerde naar Australië en hij hoogleraar werd aan de Universiteit van Australië.
1901: Behring · 
1902: Ross · 
1903: Finsen · 
1904: Pavlov · 
1905: Koch · 
1906: Golgi, Ramón y Cajal · 
1907: Laveran · 
1908: Mechnikov, Ehrlich · 
1909: Kocher · 
1910: Kossel · 
1911: Gullstrand · 
1912: Carrel · 
1913: Richet ·
1914: Bárány · 
1919: Bordet · 
1920: Krogh · 
1922: Hill, Meyerhof · 
1923: Banting, Macleod · 
1924: Einthoven ·
1926: Fibiger · 
1927: Wagner-Jauregg · 
1928: Nicolle · 
1929: Eijkman, Hopkins · 
1930: Landsteiner · 
1931: Warburg · 
1932: Sherrington, Adrian · 
1933: Morgan · 
1934: Whipple, Minot, Murphy · 
1935: Spemann · 
1936: Dale, Loewi · 
1937: Szent-Györgyi · 
1938: Heymans · 
1939: Domagk · 
1943: Dam, Doisy · 
1944: Erlanger, Gasser · 
1945: Fleming, Chain, Florey · 
1946: Muller · 
1947: C. Cori, G. Cori, Houssay · 
1948: Müller · 
1949: Hess, Moniz · 
1950: Kendall, Reichstein, Hench · 
1951: Theiler · 
1952: Waksman · 
1953: Krebs,Lipmann ·
1954: Enders, Weller, Robbins · 
1955: Theorell · 
1956: Cournand, Forssmann, Richards · 
1957: Bovet · 
1958: Beadle, Tatum, Lederberg · 
1959: Ochoa, Kornberg · 
1960: Burnet, Medawar · 
1961: Békésy · 
1962: Crick, Watson, Wilkins · 
1963: Eccles, Hodgkin, Huxley · 
1964: Bloch, Lynen · 
1965: Jacob, Lwoff, Monod · 
1966: Rous, Huggins · 
1967: Granit, Hartline, Wald · 
1968: Holley, Khorana, Nirenberg · 
1969: Delbrück, Hershey, Luria · 
1970: Katz, Euler, Axelrod · 
1971: Sutherland · 
1972: Edelman, Porter · 
1973: Frisch, Lorenz, Tinbergen · 
1974: Claude, De Duve, Palade · 
1975: Baltimore, Dulbecco, Temin ·
1976: Blumberg, Gajdusek · 
1977: Guillemin, Schally, Yalow · 
1978: Arber, Nathans, Smith · 
1979: Cormack, Hounsfield · 
1980: Benacerraf, Dausset, Snell · 
1981: Sperry, Hubel, Wiesel · 
1982: Bergström, Samuelsson, Vane · 
1983: McClintock · 
1984: Jerne, Köhler, Milstein · 
1985: Brown, Goldstein · 
1986: Cohen, Levi-Montalcini · 
1987: Tonegawa · 
1988: Black, Elion, Hitchings · 
1989: Bishop, Varmus · 
1990: Murray, Thomas · 
1991: Neher, Sakmann · 
1992: Fischer, Krebs · 
1993: Roberts, Sharp · 
1994: Gilman, Rodbell · 
1995: Lewis, Nüsslein-Volhard, Wieschaus · 
1996: Doherty, Zinkernagel · 
1997: Prusiner · 
1998: Furchgott, Ignarro, Murad · 
1999: Blobel · 
2000: Carlsson, Greengard, Kandel ·
2001: Hartwell, Hunt, Nurse · 
2002: Brenner, Horvitz, Sulston · 
2003: Lauterbur, Mansfield · 
2004: Axel, Buck · 
2005: Marshall, Warren ·
2006: Fire, Mello ·
2007: Capecchi, Smithies, Evans ·
2008: Zur Hausen, Barré–Sinoussi, Montagnier ·
2009: Blackburn, Greider, Szostak ·
2010: Edwards ·
2011: Beutler, Hoffmann, Steinman ·
2012: Gurdon, Yamanaka ·
2013: Rothman, Schekman, Südhof ·
2014: O'Keefe, Moser, Moser ·
2015: Campbell, Omura, Tu ·
2016: Osumi ·
2017: Hall, Rosbash, Young ·
2018: Allison, Honjo ·
2019: Kaelin, Ratcliffe, Semenza ·
2020: Alter, Houghton, Rice ·
2021: Julius, Patapoutian ·
2022: Pääbo ·
2023: Karikó, Weissman ·
2024: Ambros, Ruvkun